# Пальданиус, София
Карин София Пальданиус (швед. Karin Sofia Paldanius; 16 марта 1979, Гётеборг) — шведская гребчиха-байдарочница, выступает за сборную Швеции с середины 2000-х годов. Участница трёх летних Олимпийских игр, бронзовая призёрша чемпионатов мира, двукратная чемпионка Европы, победительница многих регат национального и международного значения.

## Биография
София Пальданиус родилась 16 марта 1979 года в городе Гётеборге лена Вестра-Гёталанд. Активно заниматься греблей начала с раннего детства, проходила подготовку в Йёнчёпинге в местном одноимённом каноэ-клубе «Йёнчёпингс».
Благодаря череде удачных выступлений удостоилась права защищать честь страны на летних Олимпийских играх 2004 года в Афинах — в составе двухместного экипажа вместе с напарницей Анной Карлссон стартовала на дистанции 500 метров, дошла до финала и показала в решающем заезде восьмой результат. Год спустя выиграла бронзовые медали на европейском первенстве в чешском Рачице и на мировом первенстве в венгерском Сегеде — обе в зачёте байдарок-двоек на двухсотметровой дистанции. Ещё через год одержала победу на чемпионате Европы в испанской Понтеведре, в одиночках на тысяче метрах, и стала бронзовой призёркой в четвёрках на двухстах метрах. Кроме того, в этом сезоне выступила на чемпионате мира в немецком Дуйсбурге, где получила в километровой гонке одиночек бронзу.
Будучи в числе лидеров гребной команды Швеции, благополучно прошла квалификацию на Олимпийские игры 2008 года в Пекине — стартовала в одиночной полукилометровой программе, но сумела дойти здесь только до стадии полуфиналов, где финишировала пятой.
После пекинской Олимпиады Пальданиус осталась в основном составе шведской национальной сборной и продолжила принимать участие в крупнейших международных регатах. Так, в 2009 году она завоевала золотую медаль на чемпионате Европы в немецком Бранденбурге, в двойках на тысяче метрах, и взяла бронзу на чемпионате мира в канадском Дартмуте. В следующем сезоне на мировом первенстве в Познани стала бронзовой призёршей в зачёте двухместных экипажей на километровой дистанции. Позже отправилась представлять страну на Олимпийских играх 2012 года в Лондоне — в одиночках на двухстах метрах заняла девятнадцатое место (шестая в полуфинале), тогда как на пятистах метрах расположилась в итоговом протоколе на четвёртой строке, немного не дотянув до призовых позиций.
Последний раз показала сколько-нибудь значимый результат в 2014 году, когда удостоилась серебряной награды на чемпионате Европы в Бранденбурге — среди одиночных байдарок на километровой дистанции.